# Астролябія (видавництво)
Видавництво «Астролябія» — українське видавництво, що було засноване 2000 року у Львові і видає, здебільшого українською мовою, художню літературу, а також книги з філософії, психології, історії, археології, права, політичних наук, економіки та бізнесу, мілітарну літературу. Серед авторів видавництва є Г. фон Дах, Ж. Дельоз, К. Ф. Ґ. фон Кляузевіц, Дж. Конрад, Л. Крушельницька, К. Ф. Май, Ф. Ніцше, Дж. Р. Р. Толкін, М. де Унамуно, К.Чапек, К. Ґ. Юнґ, Ц. Ямамото та інші.

## Про видавництво
Видавництво «Астролябія» було засноване 15 вересня 2000 року. Ініціював створення видавництва Олег Фешовець, який працював тоді на посаді заступника декана філософського факультету Львівського національного університету імені Івана Франка. Другим засновником видавництва став благодійний фонд «Філософський проект». 
На початках свого існування видавництво орієнтувалося здебільшого на видання орієнтованої на університетське середовище літератури в царині гуманітаристики. Однак поступово, з огляду на виразну тенденцію до замикання українських університетів на навчальних підручниках власних авторів, а також непрозору політику в системі видання підручників для загальноосвітніх шкіл, видавництво переорієнтувало свою видавничу політику, орієнтуючись на потреби вільного ринку. І якщо іноді повертається до видання підручників, то зазвичай ідеться про альтернативні офіційним видання. 
На сьогодні видавництво видає різножанрову літературу, а саме: художню літературу, поезію, книги з філософії, психології, історії, релігії, політичних наук, права, економіки, мистецтва тощо. Одним із важливих своїх завдань видавництво вважає підготовку перекладів та видання класичного світового спадку -  твори художньої та фахової літератури. Також видавництво започаткувало програму видання сучасної європейської прози. Завдяки тривалій і систематичній роботі видавництва було видано більшість творів Джона Толкіна. Видання українських перекладів спадку цього письменника та мислителя було однією із цілей «Астролябії» ще на стадії його заснування. І робота ця триває донині. Значний внесок в українську культуру «Астролябія» робить виданнями середньовічної та ранньомодерної літератури, яка все ще залишається малодоступною для українського читача. Вже видано нові переклади «Пісні про Ролянда», «Божественної Комедії» Данте, перший український переклад давньоанглійської поеми «Беовульф», перший повний український переклад «Кентерберійських оповідей» Джеффрі Чосера, ведеться робота над перекладом давньонімецької збірки «Carmina Burana», а також інших класичних творів давньої європейської літератури.

## Мілітарна література
Важливим напрямком роботи видавництва «Астролябія» стала мілітарна література, яку воно почало видавати з 2009 року, намагаючись привернути увагу до надмірного пацифізму, що все більше почав охоплювати українське суспільство і ніс у собі загрозу нашій свободі та незалежності. Поступово довкола періодичного видання — Львівського мілітарного альманаху «Цитаделя» — сформувалася група висококласних фахівців з історії та теорії військової справи, що гарантувало беззаперечний авторитет виданням видавництва. І якщо на початках видавництво «Астролябія», із зрозумілих міркувань, обмежувалося виданням книг лише з військової історії, то з 2014 року розпочало програму видання професійної військової літератури, покликаної посилити обороноздатність держави та суспільства. 

## Класична та сучасна європейська література в Україні
2017 року проект Видавництва «Астролябія», першого з-посеред українських видавництв, виборов грант у конкурсі «Літературний переклад» програми «Креативна Європа». Проект був реалізований у 2018–2019 роках, упродовж яких перекладено і видано вісім книг — високоякісних художніх творів класичної та сучасної європейської літератури. Проект також мав за мету сприяти розвитку перекладацької культури в Україні. До нього було залучено високопрофесійних перекладачів, як-от Олена Бросаліна (О’Лір), Тарас Лучук, Андрій Павлишин, Наталка Сняданко, Максим і Ярослава Стріхи, Ярина Тарасюк, Богдан Чума.

#### Автори та їхні твори
1. Автор: Яцек Дукай (Jacek Dukaj), один із найцікавіших сучасних польських письменників, перший лауреат Літературної премії Європейського Союзу, а також численних інших відзнак та нагород за творчість у галузі фентезі та наукової фантастики. Автор романів, повістей і збірок оповідань, зокрема: «В краю невірних», «Кафедральний собор», «Чорні океани», «Перфектна недосконалість», «Екстенза», «Дочка грабіжника», «Інші пісні» тощо. А «Крига» і «Воронок» стали справжніми бестселерами цього краківського письменника, гідного спадкоємця традицій Станіслава Лема.
Твір: «Крига» («Lód») — вражаюча монументальна робота культового польського письменника. Сюжет роману іскриться від раптових поворотів, від політичних, кримінальних, наукових і метафізичних інтриг. Цей сповнений захопливими персонажами роман, дія якого починається в брудних нетрях царської Варшави, а далі переноситься у розкішні вагони-люкси Транссибірського експресу на тлі закрижанілої Азії, триває в салонах багатого міщанства Іркутська, бандитських сховках і притулках єретиків-мартинівців, і зрештою — в самому серці Зими. Це книга, що припаде до душі шанувальникам справжнього епосу, літератури, котра спонукає інтелект та уяву.
Перекладач: Андрій Павлишин (Andriy Pavlyshyn), український перекладач, письменник, журналіст. Закінчив історичний факультет Львівського університету імені Івана Франка, працював журналістом для українських та польських часописів, співзасновник Форуму видавців у Львові, викладає теорію перекладу в Українському Католицькому університеті. Перекладає з польської та англійської мов. 2014 року нагороджений Золотим хрестом заслуг Республіки Польща, 2015 року отримав премію польського ПЕН-клубу за досягнення у царині перекладу.
2. Автор: Кевін Баррі (Kevin Barry), відомий сучасний ірландський письменник, автор оповідань та романів, за один із яких — «Місто Боуган» — був відзначений Дублінською літературною премією, обійшовши таких авторів, як Харукі Муракамі та Мішель Уельбек. Лауреат численних інших премій, зокрема і Літературної премії Європейського Союзу.
Твір: «Місто Боуган» («City of Bohane») за жанром — футуристичний гангстерський роман. 2053 рік, постапокаліптична Західна Ірландія. Логан Гартнетт, харизматичний лідер банди Стиляг, править містом Боуган уже не перший десяток років — і збирається правити ще бодай стільки ж. Але постають певні проблеми: його давній суперник повертається до міста після довгого вигнання, у злиденних панельках на півночі починає вимахувати кулаками банда-конкурент, та й власні підлеглі снують інтриги. Чи вдасться йому втримати владу чи бодай голову на плечах? І чи є майбутнє в залюбленого у втрачене минуле міста, поділеного між кількома кланами? Роман відзначено Літературною премією Європейського Союзу (2012) та Міжнародною дублінською літературною премією (2013).
Перекладач: Ярослава Стріха (Iaroslava Strikha), літературознавець і перекладач; 2011 року закінчила Національний університет «Києво-Могилянська академія», а 2017-го — здобула диплом магістра філології Гарвардського університету. Перекладач-фрілансер з англійської, ідиш, польської та російської мов. Переклала твори таких авторів, як Кейт Аткінсон, Вікторія Авеярд, Анджей Суліма Камінський, Тарек Осман, Амос Оз, Синтія Озік.
3. Автор: Джеффрі Чосер (Geoffrey Chaucer), англійський урядовець, мислитель, перекладач і поет, якого вважають одним із засновників англійської національної літератури та творців сучасної англійської мови. До нас дійшли його поеми «Книга герцогині», «Будинок слави», «Пташиний парламент», «Троїл і Хризеїда», «Легенда про славних жінок», а також науковий «Трактат про астролябію» тощо. Однак Чосер здобув безсмертну славу насамперед своєю поемою «Кентерберійські оповіді».
Твір: «Кентерберійські оповіді» («The Canterbury Tales») — один із шедеврів середньовічної європейської літератури. Це збірка віршованих та прозових оповідей, поєднаних загальною історією, що їх розповідють прочани, які їдуть гуртом на прощу до Кентербері, аби вклонитися мощам св. Томаса Бекета. Кожен із них, аби розважити своїх супутників, розказує якісь цікаві історії. Ці оповіді, різні за змістом і тематикою, яскраво змальовують різні суспільні верстви і сторони життя тогочасного англійського суспільства.
Перекладач: Максим Стріха (Maksym Strikha), український фізик, громадський діяч, перекладач, письменник. Головний науковий співробітник Інституту фізики напівпровідників НАН України, професор Київського національного університету імені Тараса Шевченка, заступник Міністра освіти і науки України. У його перекладах публікувалися поетичні й прозові твори Данте, Марло, Вордсворта, Колріджа, По, Вітмена, Стівенсона, Кіплінґа, Єйтса, Еліота, Мараї, Мілоша та ін. Відзначений премією Кабінету Міністрів України імені Максима Рильського за переклад поеми Данте «Божественна комедія. Пекло» (2015). 
4. Автор: Джозеф Конрад (Joseph Conrad), з народження Юзеф Теодор Конрад-Коженьовський, всесвітньовідомий англійський письменник польського походження та виходець України, автор численних романів і оповідань. Основою для них стало осмислення власного досвіду служби у французькому, бельгійському та британському торгових флотах. Його творам характерне глибинне проникнення у душі персонажів, влучна діагностика психологічної драми сучасної людини, і вони донині мають помітний вплив на літературу та кінематографію.
Твір: У романі «Ностромо: Приморське сказання» («Nostromo: A Tale of the Seaboard») описано вигадані революційні події у фіктивній країні Південної Америки, Костаґуані. Це історія про тиранію і про боротьбу проти неї, про хаос війни, що підносить одних і руйнує інших, про ціну багатства і знецінення людини під його впливом. 1998 року твір був включений до списку 100 найкращих англомовних романів ХХ століття, а американський письменник Скотт Фіцджеральд якось зазначив, що він сам краще б «написав "Ностромо", а ніж будь-який інший із романів».
Перекладач: Олена О̓ Лір (Olena O'Lear), Олена Бросаліна, українська поетеса, перекладач, літературознавець. 1999 року закінчила філологічний факультет Київського університету імені Тараса Швеченка. Перекладає ірландських та британських поетів, прозові та поетичні твори Дж. Р. Р. Толкіна, романи та повісті Дж. Конрада, авторка кількох збірок власних поезій. першого українського перекладу тощо. Лауреатка кількох премій, зокрема Літературної премії імені Григорія Кочура (2012) за переклад англосаксонської поеми «Беовульф» і Премії імені Олеся Білецького (2018) за літературознавчі дослідження.
5. Автор: Міґель де Унамуно (Miguel de Unamuno), іспанський філософ , письменник, громадський діяч, професор і ректор Університету Саламанки. Його світогляд можна було б класифікувати як екзистенціалістський, однак сам він не приписував себе до жодного з напрямків популярного на його час філософування, у політиці ― партії, а в літературних творах ― жанру. Центральною темою є трагедія людського існування, розірваного між буттям і ніщо, вічністю і конечністю, вірою і розумом.
Твір: Роман «Мир у війні» («Paz en la guerra») — це роман про громадянську (Карлістську) війну в Іспанії. Але війна тут радше є метафорою облоги реального Більбао, у якому минає життя його мешканців. І ми маємо справу не з офіційною, зовнішньою історією, що представляє цю війну як боротьбу між «лібералами» та «роялістами», а із внутрішньою біографією народу, з оповіддю про страждання і про радість, про пристрасний пошук сенсу життя і про смерть, це роман, що несе у собі колективну пам’ять тих, кого торкнулася ця війна.
Перекладач: Богдан Чума (Bohdan Chuma), український історик, перекладач, 1999 року закінчив історичний факультет Львівського університету імені Івана Франка, стажувався у Варшавському і Люблінському університетах, стипендіат Міністерства закордонних справ і співробітництва Королівства Іспанії при Мадридському університеті Комплютенсе. Викладає нову і новітню історії в Українському Католицькому Університеті у Львові. Перекладає твори Лопе де Веґи, Міґеля де Унамуно, Хосе Ортеґа-і-Ґассета та інших.
6. Автор: Ремон Кено (Raymond Queneau), французький письменник, поет, есеїст, перекладач, великий ілюзіоніст і жонглер в історії французької літератури. Співзасновник експериментальної Майстерні потенційної літератури, співробітник видавництва «Ґаллімар», а з 1951 року — член журі Літературної премії імені братів Ґонкурів. Автор романів «Оділь», «Пирій», «Зазі в метро», «Радість життя», «Сині квіти», «Політ Ікара» та інших, поетичних збірок, досліджень з теорії літератури.
Твір: «З жінками по-доброму не можна» («On est toujours trop bon avec les femmes») — проста й алюзивна, цнотлива й масна, героїчна й безладна, безмовна й галаслива, прозора й затуманена нереальна історія з нереальними персонажами у реальному Дубліні під час реального Великоднього повстання 1916 року. Дія відбувається в забарикадованому поштовому відділенні ще британського Дубліна, коли його захопили готові віддати життя за свободу своєї любої Ірландії повстанці, а у вбиральні тим часом зачаїлася юна британська поштарка. Без неї усе було б просто: чесні, чисті, відважні ірландські хлопці стріляли б по британцях і так прокладали б собі дорогу до слави, до «Ґіннесу» чи до героїчної смерті… Але тепер їхнім іменам не місце на перших шпальтах світової історії, а лише на сторінках літературно-перекладацької містифікації.
Перекладач: Ярина Тарасюк (Yaryna Tarasiuk), перекладач, літературознавець, 1995 року закінчила Львівський університет імені Івана Франка за спеціальністю «Французька мова та література», а 2013 року здобула ступінь доктора філософії. Викладає історію французької літератури, член Європейської асоціації Франсуа Моріака. В її доробку переклади творів Себастьєна Ассуліна, Анн-Софі Брасме, Жіля Дельоза, П'єра-Фелікса Ґваттарі, Дені де Ружмона.
7. Автори: Поетеси, почасти — легендарні, які залишили по собі поетичні твори старогрецькою мовою: від Сапфо (VI ст. до Р.Х.) до Євдокії Авґусти (V ст. після Р.Х.).
Твір: «Перші поетеси: Кодекс давньогрецької жіночої поезії» («First Poetesses: Code of the Ancient Greek Woman Poetry») — унікальне, вперше повне видання поетичних творів (фрагментів) вісімнадцяти давньогрецьких поетес в українських перекладах. У виданні зібрано, впорядковано і прокоментовано всі відомі на нинішній час (близько 300) тексти античної жіночої поезії.
Перекладач: Тарас Лучук (Taras Luchuk), літературознавець, поет, перекладач, закінчив Львівський університет імені Івана Франка за спеціальністю «Класичні мови». Завідував кафедрою класичних мов Українського католицького університету (2003−2006), з 2002 року — викладач кафедри теорії літератури та компаративістики Львівського університету імені Івана Франка. Член Асоціації українських письменників, стипендіат Програми іноземних студентів Фулбрайта (2005–2006). Перекладає з латини, давньогрецької та німецької мов. У його доробку переклади творів Алкея з Мітіліни, Арістотеля, Ернста Гофмана, Сенеки, Платона та інших.
8. Автори: Урсула Познанскі (Ursula Poznanski), австрійська письменниця, вивчала журналістику, право і театрознавство у Віденському університеті, працювала редактором у спеціалізованому медичному журналі. Популярність як авторки художньої літератури приніс їй роман «Ереб», за який їй присуджено Німецьку премію за юнацьку літературу (2010). Зараз Урсула Познанскі вважається однією з найбільш успішних письменниць молодіжного жанру в німецькомовному світі. Віднедавна пише трилери й для дорослих.
Твір: Роман-трилер «Ереб» («Erebos»). Спершу Ніка дивує раптова зміна поведінки і таємничість деяких його однокласників, але нарешті він і сам опиняється в просторі загадкової комп’ютерної гри «Ереб». Бо ж завдання і квести не просто стають дедалі складніші — деякі, безглузді на перший погляд, треба виконувати в реальному лондонському житті, а за вправність «Ереб» здійснює навіть невисловлені Нікові бажання, він знає його друзів, його симпатії і навіть страхи. Але якщо програєш, то остаточно — повернення в гру немає. То чи можна заради гри переступити власне сумління, втратити друзів? Де межа між віртуальним світом і реальним? Що стоїть за «Еребом»: містика чи не знана досі технологія? На ці запитання читач знайде відповідь разом з шістнадцятирічним Ніком Данмором.
Перекладач: Наталка Сняданко (Nataliya Snyadanko), навчалася на філологічному факультеті Львівського університету імені Івана Франка, згодом вивчали романські мови і славістику у Альберт-Людвіґ-Університеті у Фрайбурзі. Працює журналістом для багатьох видань, редактор міжнародного літературного журналу RADAR, перекладає з польської та німецької мов. 2011 року відзначена Літературною премією імені Джозефа Конрада-Корженьовського. В її доробку переклади творів Йоанни Батор, Збіґнєва Герберта, Франца Кафки, Фрідріха Дюрренматта, Крістіана Тільманна, Ґюнтера Ґрасса, Карла Мая, Чеслава Мілоша, Герти Мюллєр, Ельфріди Єлінек, Стефана Цвайґа, Еріх-Маріє Ремарка.